# Kawasaki Vulcan S
Die Vulcan S ist ein seit 2015 vom japanischen Hersteller Kawasaki hergestelltes Motorradmodell aus dem Cruiser Segment. Sie gehört zu der seit 1986 angebotenen VN-Baureihe.
2019 wurden in Deutschland 982, 2020 und 2021 etwa 1100 Vulcan S-Maschinen neu zugelassen. 2022 waren es über 1015 Vulcan S.

## Technik
Der Motor und die Instrumente stammen aus der Kawasaki ER-6. Der Motor wurde durch eine 30 % größere Schwungmasse und andere Nockenwellen modifiziert, seine Drehzahl ist auf 10.000/min begrenzt.
Das Motorrad hat ABS. Auf Wunsch sind Sitz- und Lenkervarianten erhältlich.

### Technische Daten
Quelle: Kawasaki
|                        | Vulcan S                                                      |
| ---------------------- | ------------------------------------------------------------- |
| Motor                  |                                                               |
| Bohrung × Hub          | 83 × 60 mm                                                    |
| Verdichtungsverhältnis | 10:8:1                                                        |
| Ventil-/Einlasssystem  | 8 Ventile, DOHC                                               |
| Gemischaufbereitung    | Kraftstoffeinspritzung: 38 mm x 2 mit Sekundär-Drosselklappen |
| Zündung                | digital                                                       |
| Starter                | elektrisch                                                    |
| Motorschmiersystem     | Druckumlaufschmierung, Semi-Trockensumpf                      |
| Rahmen                 |                                                               |
| Rahmentyp              | Brückenrahmen(Diamant-Rahmen) aus hochfestem Stahl            |
| Radfederweg, vorn      | 130 mm                                                        |
| Radfederweg, hinten    | 80 mm                                                         |
| Maße und Gewichte      |                                                               |
| Sitzhöhe               | 705 mm                                                        |
| Tankinhalt             | 14 Liter                                                      |